# Adam Flagler
Adam Michael Flagler (Duluth, Georgia, 1 de diciembre de 1999) es un baloncestista estadounidense que pertenece a la plantilla de los Oklahoma City Thunder de la NBA, con un contrato dual que le permite jugar además en su filial de la G League, los Oklahoma City Blue. Con 1,91 metros de estatura, juega en la posición de escolta.

## Trayectoria deportiva

### Universidad
Jugó una temporada con los Blue Hose del Presbyterian College, en la que promedió 15,9 puntos, 3,4 rebotes y 1,3 asistencias por partido. Fue elegido novato del año e incluido en el mejor quinteto freshman de la Big South Conference.
Después de la salida del equipo de su entrenador Dustin Kerns durante la postemporada, fue transferido a los Bears de la Universidad Baylor y estuvo sin jugar durante un año debido a la normativa sobre transferencias de la NCAA. Allí jugó tres temporadas, en las que promedió 13,0 puntos, 2,3 rebotes y 3,1 asistencias por partido. Como estudiante de segundo año en 2021, asumió el papel de sexto hombre para Baylor, que terminó con un récord de 28-2 y ganó el primer Campeonato Nacional en la historia de la universidad. en 2022 fue incluido en el segundo mejor quinteto de la Big 12 Conference y en el primero en 2023.

#### Estadísticas
| Año     | Equipo       | PJ       | PT       | MPP      | %TC      | %3P      | %TL      | RPP      | APP      | ROB      | TPP      | PPP      |
| ------- | ------------ | -------- | -------- | -------- | -------- | -------- | -------- | -------- | -------- | -------- | -------- | -------- |
| 2018–19 | Presbyterian | 36       | 36       | 30.7     | .438     | .386     | .835     | 3.4      | 1.3      | .8       | .3       | 15.9     |
| 2019–20 | Baylor       | Redshirt | Redshirt | Redshirt | Redshirt | Redshirt | Redshirt | Redshirt | Redshirt | Redshirt | Redshirt | Redshirt |
| 2020–21 | Baylor       | 28       | 0        | 22.8     | .454     | .434     | .872     | 2.3      | 1.4      | .9       | .0       | 9.1      |
| 2021–22 | Baylor       | 31       | 31       | 30.7     | .438     | .387     | .741     | 2.2      | 3.0      | 1.1      | .1       | 13.8     |
| 2022–23 | Baylor       | 32       | 32       | 33.8     | .426     | .400     | .790     | 2.4      | 4.6      | 1.2      | .1       | 15.6     |
| Total   | Total        | 129      | 99       | 29.7     | .437     | .396     | .808     | 2.6      | 2.6      | 1.0      | .1       | 13.8     |

### Profesional
Tras no ser elegido en el Draft de la NBA de 2023, firmó con los Oklahoma City Thunder el 19 de octubre de 2023, pero fue despedido al día siguiente. El 31 de octubre se incorporó a su filial en la G League, los Oklahoma City Blue.
El 12 de febrero de 2024 firmó un contrato dual con los Thunder.
El 22 de junio de 2025 se proclamó campeón de la NBA por primera vez en su carrera tras vencer a Indiana Pacers en la Final de la NBA (4-3).

## Estadísticas de su carrera en la NBA
|  | Denota temporadas en las que su equipo fue Campeón de la NBA |

### Temporada regular
| Año     | Equipo        | PJ | PT | MPP | %TC  | %3P  | %TL  | RPP | APP | ROB | TPP | PPP |
| ------- | ------------- | -- | -- | --- | ---- | ---- | ---- | --- | --- | --- | --- | --- |
| 2023-24 | Oklahoma City | 2  | 0  | 7.0 | .143 | .167 | —    | .0  | 2.0 | .0  | .0  | 1.5 |
| 2024-25 | Oklahoma City | 37 | 0  | 5.5 | .260 | .194 | .500 | .7  | .3  | .2  | .1  | 1.8 |
| Total   | Total         | 39 | 0  | 5.6 | .252 | .192 | .500 | .7  | .4  | .2  | .1  | 1.7 |